# Tele Video Agrigento
TVA Tele Video Agrigento è un'emittente televisiva di Agrigento; fino al 2022 il suo segnale copriva tutta la Sicilia e la bassa Calabria.
Oggi le sue trasmissioni avvengono in modalità non lineare, attraverso HbbTV. 
La sua testata giornalistica denominata "TVA Notizie" produce cinque edizioni quotidiane del telegiornale ed una rassegna stampa quotidiana; la sua programmazione si avvale di trasmissioni e servizi speciali che si occupano delle iniziative, le criticità, la cultura del territorio.
La redazione giornalistica di Tele Video Agrigento è stata insignita di numerosi premi e riconoscimenti per la qualità e la grande professionalità delle produzioni televisive.
Era visibile in digitale terrestre, Sicilia, sull'LCN 92. Possiede un sito internet che propone lo streaming delle trasmissioni con diretta sulle 24 ore della programmazione, notizie, speciali e tg, aggiornati in tempo reale, che possono essere consultati in qualsiasi momento.
In passato è stata affiliata alle syndication Supersix e Tv7 Pathè; da maggio 2013 inizia a trasmettere il telefilm italiano Columns, prodotto e diretto da Gustavo Garrafa.